# Ковачевац (Ровишће)
Ковачевац је насељено место у општини Ровишће, у Бјеловарско-билогорској жупанији, Република Хрватска.

## Историја
До нове територијалне организације у Хрватској место је припадало бившој великој општини Бјеловар.

## Становништво
На попису становништва 2011. године, Ковачевац је имао 176 становника.

## Попис1991.
На попису становништва 1991. године, насељено место Ковачевац је имало 213 становника, следећег националног састава:
| Попис 1991.‍ | Попис 1991.‍ | Попис 1991.‍ | Попис 1991.‍ | Попис 1991.‍ |
| ----------- | ----------- | ----------- | ----------- | ----------- |
|             |             |             |             |             |
| Хрвати      | Хрвати      |             | 170         | 79,81%      |
| Срби        | Срби        |             | 37          | 17,37%      |
| Југословени | Југословени |             | 6           | 2,81%       |
| укупно: 213 |             |             |             |             |